# Lotnictwo rozpoznawcze

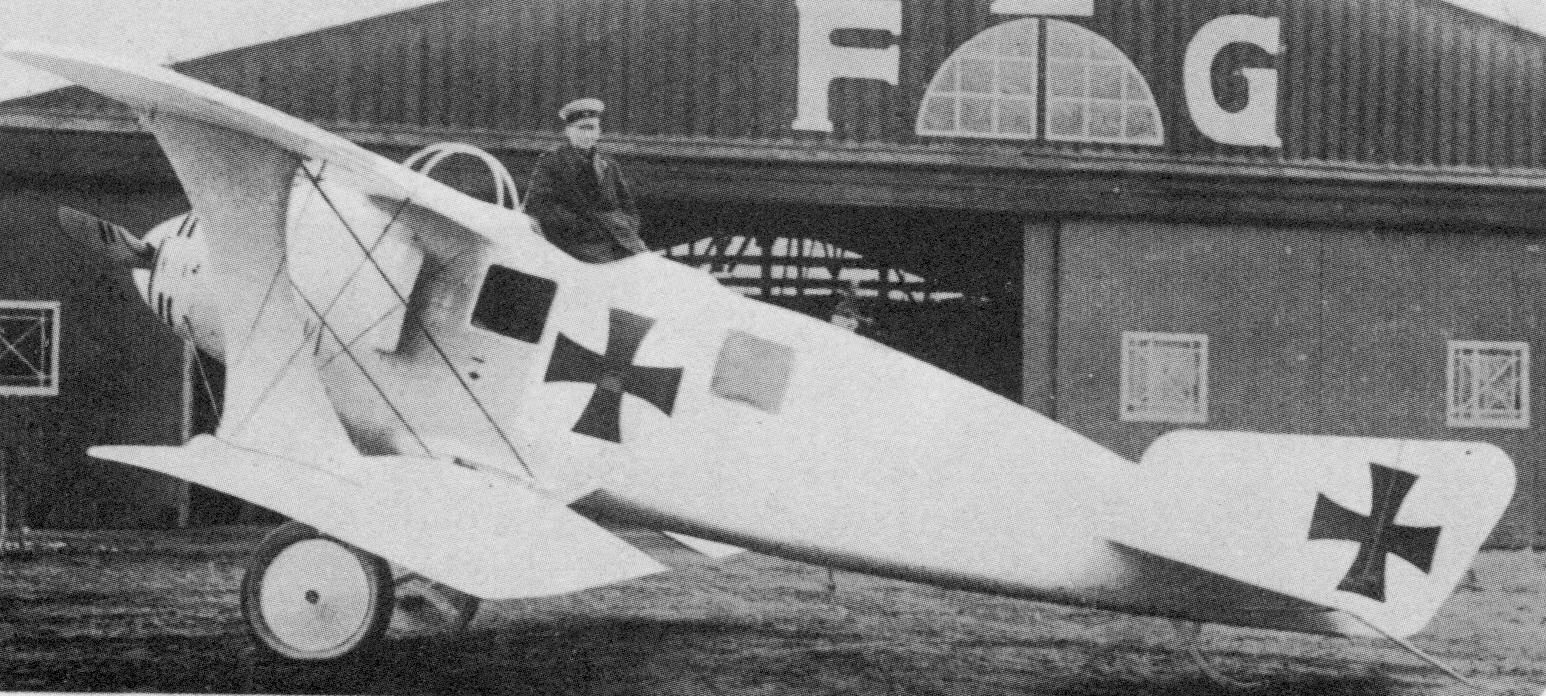
Samolot rozpoznawczy LFG Roland C.II z okresu pierwszej wojny światowej

Lotnictwo rozpoznawcze – rodzaj lotnictwa wojskowego (wsparcia) przeznaczony do prowadzenia rozpoznania na korzyść dowództw wszystkich rodzajów sił zbrojnych (wojska lądowe, marynarka wojenna, siły powietrzne) i rodzajów wojsk, z których w przeszłości najważniejszymi była piechota i kawaleria, a obecnie wojska pancerne i zmechanizowane. W skład lotnictwa rozpoznawczego wchodzi między innymi lotnictwo korygująco-rozpoznawcze.
Po raz pierwszy samoloty rozpoznawcze zastosowane zostały w warunkach bojowych w wojnie włosko-tureckiej 1911–1912 oraz pierwszej i drugiej wojnie bałkańskiej. W czasie pierwszej wojny światowej było najliczniejszym rodzajem lotnictwa wojskowego, zorganizowanym w eskadry wykonujące na korzyść dowództw zadania rozpoznania, początkowo o charakterze taktycznym, a później także o charakterze operacyjnym.
W dwudziestoleciu międzywojennym nastąpił podział lotnictwa rozpoznawczego na:
- organizacyjnie związane z wielkimi jednostkami piechoty, kawalerii i artylerii, przeznaczone do prowadzenia rozpoznania taktycznego i korygowania ognia artylerii → obserwacji pola walki, a także dla celów łączności;
- armijne, występujące organizacyjnie w operacyjnych związkach ogólnowojskowych, przeznaczone do wykonywania zadań o charakterze operacyjnym;
- podlegające bezpośrednio naczelnemu dowództwu, przeznaczone do wykonywania zadań rozpoznania o znaczeniu strategicznym.

W okresie drugiej wojny światowej lotnictwo związane z wielkimi jednostkami wojsk lądowych przekształciło się w lotnictwo obserwacyjne, a po wojnie weszło w skład lotnictwa wojsk lądowych, w zasadzie z niezmienionymi zadaniami.